# Silimarină
Extractul uscat din semințele de Silybum marianum (armurariu), Silimarina, este un complex de flavonoide, alcătuit în principal din silibină, silidianină și silicristină. 
Silimarina se găsește în fructele (semințele) de armurariu, cunoscut în România și sub numele de „ciulinul laptelui”.
Silimarina stimulează refacerea hepatocitului (celula hepatică), apariția și dezvoltarea de noi celule hepatice, favorizând sinteza proteinelor. Protejează integritatea membranei celulare a hepatocitelor, prin faptul că împiedică pătrunderea în celulele hepatice a unor substanțe hepatotoxice (alcool etilic, substanțe chimice toxice, medicamente cu risc hepato-toxic, toxine rezultate în urma prelucrării alimentelor etc).
Totodată Silimarina reduce riscul dezvoltării calculilor biliari și favorizează digestia, fluidificând și eliminând bila.
Deși silimarina are efecte benefice hepatoprotectoare, mai multe studii au arătat ca silimarina are un efect negativ foarte puternic asupra sistemului tiroidian și este contraindicata pentru uz uman în general, dar în special în timpul sarcinii.

## Efecte negative asupra sistemului tiroidian
Deși silimarina pare a avea unele efecte benefice, mai multe studii făcute în ultimii ani au arătat ca silicristina - unul din componentele silimarinei este probabil unul dintre cele mai puternice substanțe care blochează transporterul MCT8 si drept urmare absorbția hormonului tiroidian în celule, mai ales de către celulele nervoase.  Drept urmare, administrarea silimarinei pe termen lung poate duce la tulburări ale sistemului tiroidian. Datorită rolului esențial în metabolism al hormonului tiroidian mai ales pentru copii, nou-nascuti si în special pentru fetus în timpul dezvoltării intrauterine, se considera ca orice substanță care afectează sistemul tiroidian în aceste stadii ale vieții poate duce la apariția unei boli severe a sistemului nervos numita sindromul Allan-Herndon-Dudley. Acest sindrom este o boala a sistemului nervos caracterizată prin retard mintal moderat pana la foarte sever, dizabilitati locomotorii și de vorbire. Din aceste motive silimarina este contraindicata în special în timpul sarcinii. Deși pare a avea efecte benefice hepatoprotectoare, administrarea silimarinei în general, chiar și pentru adulți este contraindicată datorită perturbarilor cauzate în sistemul tiroidian.  Acesta este probabil un exemplu bun care arată ca orice substanta trebuie testată riguros în teste clinice înainte de a fi pusă pe piața pentru uz uman - chiar dacă are o provenienta naturala precum acest extract de plante numit silimarina.

## Referinte
1. 1 2 3 4 5  Johannes et al., 2016. „Silychristin, a Flavonolignan Derived From the Milk Thistle, Is a Potent Inhibitor of the Thyroid Hormone Transporter MCT8”.
2. 1 2  „Allan-Herndon-Dudley syndrome | Genetic and Rare Diseases Information Center (GARD) – an NCATS Program”. rarediseases.info.nih.gov. Accesat în 6 mai 2021.